# Napoli Basket (2016)
La S.S. Napoli Basket, più semplicemente nota come Napoli Basket, è una società di pallacanestro italiana con sede a Napoli.

## Storia
Il basket a Napoli ha una lunga tradizione che risale agli anni trenta, quando venne fondata l'Associazione Pallacanestro Napoli, la squadra prese parte a varie edizioni della Serie A tra anni quaranta e cinquanta; nel dopoguerra si fuse con la società della Partenope Napoli Basket, che per tutti gli anni sessanta e settanta divenne il punto di riferimento della pallacanestro campana, vincendo anche la prima edizione della Coppa Italia e la Coppa delle Coppe 1969-1970. La squadra più conosciuta per successi e popolarità, però, fu il Basket Napoli (anche noto come Pompea Napoli, Carpisa Napoli, Eldo Napoli a seconda degli sponsor), nato nel 1978 dall'acquisizine della stessa Partenope, ed attivo con alterne fortune fino al fallimento del 1997. Prima dell'inizio della stagione sportiva 1999-2000 il presidente dell'A.P.L. Puteoli, squadra all'epoca neopromossa in Serie A2, decise di trasferire la squadra da Pozzuoli a Napoli, dando vita alla Società Sportiva Basket Napoli. Questa squadra raggiunse il suo apice tra il 2004 e il 2007, quando dopo aver conquistato la Coppa Italia 2006 prese parte alla Euroleague Basketball 2006-2007. Tuttavia, problemi finanziari e gestionali portarono nel 2009 alla sua esclusione dai campionati professionistici. Dopo il fallimento dell'S.S. Napoli Basket, negli anni successivi vi furono altri due progetto che tentarono di riportare Napoli nella massima serie, ma entrambi furono fallimentari: sia il progetto del Napoli Basketball, società nata nel 2011 e fallita l'anno successivo, sia quello dell'Azzurro Napoli Basket, attivo tra 2013 ed esculo dai campionati nel 2016.

### I primi anni (2016-2018)
Nell'agosto 2016, Ciro Ruggiero presidente del Cilento Basket Agropoli decise il trasferimento del titolo sportivo da Agropoli a Napoli, fondando il Cuore Napoli Basket.L'acquisizione del titolo di Agropoli, permise alla neonata squadra partenopea di disputare la Serie B nella loro prima stagione di attività.
Il club prese parte al campionato di Serie B 2016-2017, venendo inserito nel girone C. Alla guida tecnica fu scelto Francesco Ponticiello, già protagonista in passato di promozioni e ottimi risultati in Italia. Il roster fu costruito attorno a un mix ben calibrato di giovani emergenti e veterani esperti. Il nome di spicco fu sicuramente quello di Diego Monaldi, playmaker di talento con esperienze importanti nei campionati superiori, affiancato da elementi di categoria come Gianluca Turel, Stefan Nikolic e Massimiliano Di Viccaro.
La squadra partenopea disputò una regular season straordinaria, dominando il girone C con grande autorità. Napoli concluse al primo posto in classifica con un ruolino impressionante: 26 vittorie e solo 4 sconfitte, ottenendo anche il miglior attacco del girone. Nei playoff promozione, il Cuore Napoli Basket confermò quanto di buono mostrato in stagione regolare. Dopo aver superato Senigallia, nei quarti di finale, e la Virtus Cassino in semifinale, la squadra affrontò Pallacanestro Palestrina, una delle favorite per la promozione, ma Napoli vinse con autorità imponendosi per 3-0, qualificandosi così per la Final Four di Montecatini, che assegnavano i due posti per la promozione in Serie A2. Nella semifinale promozione il Cuore Napoli affrontò Orzinuovi, uscendo però sconfitta nella sfida perdendo la prima possibilità di ottenere la promozione, ma poi si impose nella sfida per l'ultima promozione sul Bergamo Basket per 64-59. Con quella vittoria, Napoli conquistò ufficialmente la promozione per la stagione successiva della Serie A2.
Oltre al campionato, la stagione fu arricchita da un altro trionfo: la vittoria della Coppa Italia LNP di Serie B, conquistata a Bologna nel marzo 2017. In finale, Napoli superò anche in questa occasione Orzinuovi, al termine di un match perennemente in bilico, vincendo per 60-58 grazie anche ai 23 punti di Stefan Nikolic. Si trattò del primo titolo ufficiale vinto dalla giovane società.
La squadra prese quindi parte alla Serie A2 2017-2018, ma terminò al quindicesimo posto nel Girone Ovest, con sole 3 vittorie in 30 partite disputate e con molti dei giocatori protagonisti nella stagione precedente che hanno lasciato il club durante la stagione; il Cuore Napoli Basket disputò quindi i play-out dove però uscì sconfitto sia nel primo turno da Piacenza sia nell'ultimo turno dal Roseto Sharks; la squadra venne quindi retrocessa nuovamente in Serie B dopo una sola stagione.

### Dalla Serie B alla Serie A (2018-2021)
Alla fine della stessa stagione, la squadra fu rilevata dagli imprenditori napoletani Michele Amoroso, Federico Grassi e Francesco Tavassi; il club inoltre assunse l'attuale denominazione Napoli Basket, mentre il coach Gianluca Lulli fu scelto come nuova guida della squadra e Antonio Mirenghi come nuovo direttore sportivo.
La società prese parte alla Serie B 2018-2019, con il club chiuse la regular season al 6º posto del Girone D con 36 punti. La posizione conquistata in classifica valse l'accesso per i play-off promozione, ma dopo aver superato il primo turno contro Fabriano, il Napoli Basket fu sconfitto nella serie delle semifinali dalla Pallacanestro Palestrina, dopo aver perso la decisiva gara 5 per 83-65.
Nel giugno del 2019 la società poi annunciò di aver acquistato il titolo sportivo dal Legnano Basket Knights, ottenendo così il diritto a partecipare alla Serie A2 2019-2020.
La stagione del ritorno nella seconda serie, iniziò con 3 sconfitte consecutive, rimediate contro NPC Rieti, Basket Latina e Junior Casale, che causarono l'esonero di coach Gianluca Lulli e l'annuncio di Stefano "Pino" Sacripanti, reduce dall'esperienza alla Virtus Bologna.
Con l'arrivo in panchina di Sacripanti il Napoli riprese in mano la stagione e concluse la regular season in 8ª posizione, assicurandosi la qualificazione alla fase ad orologio; fase che però non è mai stata disputata a causa della pandemia di COVID-19, che portò prima alla sospensione e poi all'annullamento della stagione sportiva.
La stagione 2020-2021 segnò uno spartiacque decisivo nella storia del Napoli Basket. Dopo la sospensione del campionato precedente a causa della pandemia, il club, forte di una struttura ormai consolidata e di una guida tecnica di primo piano come Stefano Sacripanti, si presentava ai nastri di partenza con uno degli organici più completi e profondi della Serie A2.
Il Napoli Basket fu inserito nel Girone Rosso della Serie A2 2020-2021, insieme a piazze storiche come Forlì, Scafati, Ravenna, Ferrara e Cento. Il fulcro del gioco fu rappresentato dalla coppia di statunitensi composta da Josh Mayo, playmaker ex Varese, e da Jordan Parks, ala americana di grande energia, atletismo e carisma, già protagonista in A2 con altre casacche. Accanto a loro, un gruppo di italiani di assoluto valore per la categoria, composto tra gli altri da Diego Monaldi, Pierpaolo Marini, Andrea Zerini, Ike Udanoh e Lorenzo Uglietti.
Il cammino in regular season fu molto positivo, con Napoli che chiuse la prima fase al secondo posto nel Girone Rosso alle spalle solamente di Forlì, con lo stesso record di 19 vittorie e 5 sconfitte ma con una differenza canestri peggiori negli scontri diretti. Nella fase a orologio, disputata contro le squadre del Girone Verde, la squadra azzurra confermò il proprio valore, battendo diverse avversarie dirette per la promozione come Torino e Udine, concludendo al primo posto il proprio raggruppamento con 7 vittorie e 3 sconfitte.
Ai playoff per la promozione Napoli fu inserita nel Tabellone Oro come seconda testa di serie. I partenopei superarono agevolmente i quarti di finale contro il Pistoia Basket (3-0) e poi si imposero in semifinale su Ferrara sempre per 3-0, grazie anche a prestazioni monumentali di Marini, Parks e Mayo.
La finale promozione vide Napoli opposta alla APU Udine, la serie fu equilibrata e combattuta fino all’ultimo, ma Napoli si impose con merito per 3-1, chiudendo i giochi con una splendida vittoria al PalaCarnera di Udine in gara 4 per 77-67, grazie a una prova sontuosa di tutta la squadra e a una gestione perfetta di Sacripanti. La vittoria riportò la città di Napoli in Serie A, dopo 13 anni dall'ultima apparizione nella massima serie nazionale di una squadra partenopea.
Sempre nella stagione 2020-2021, la società conquistò la sua seconda Coppa Italia LNP, battendo anche in questa occasione l'APU Udine in finale per 80-69 trascinati dai ventisei punti di Josh Mayo, dopo aver eliminato Orzinuovi e Tortona, rispettivamente ai quarti di finale e in semifinale.

### La Serie A e la vittoria della Coppa Italia (2021- 2025)

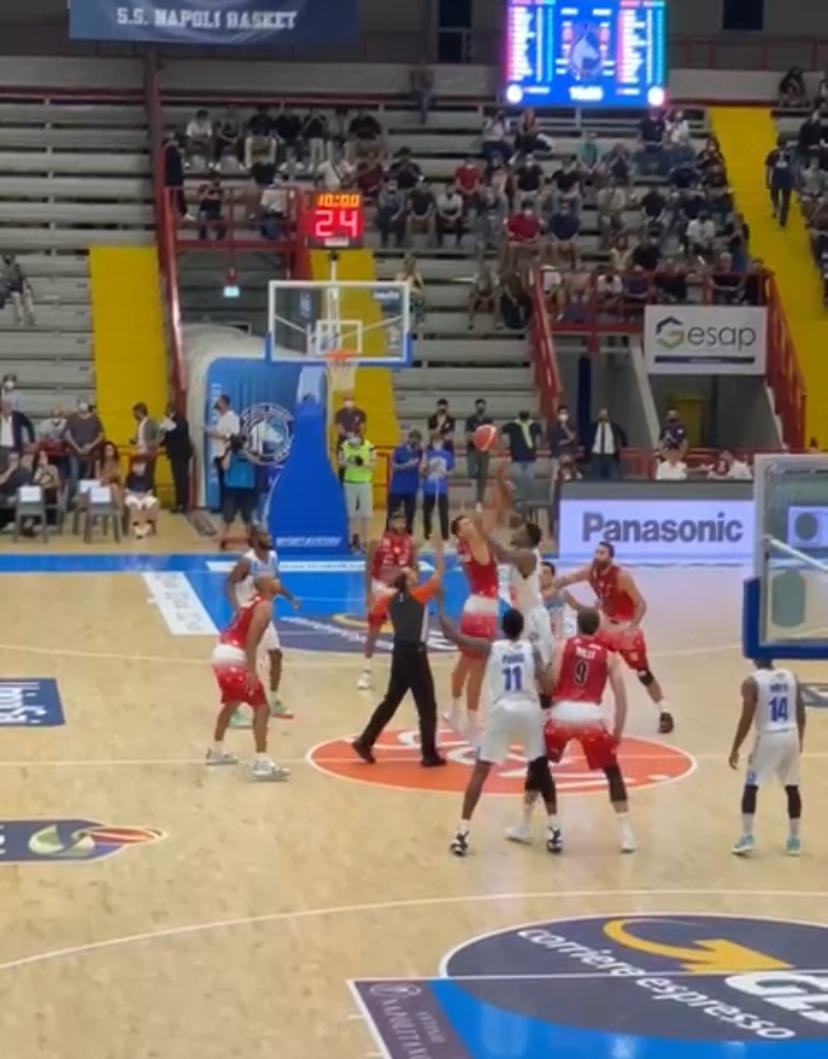
Palla a due dell'esordio dei Partenopei nella LBA 2021-2022

Per la prima stagione della società in Serie A, a guidare la squadra venne confermato coach Stefano Sacripanti, artefice della promozione. Il Napoli Basket cercò di allestire un roster competitivo, gli italiani Lorenzo Uglietti, Andrea Zerini e Pierpaolo Marini vennero confermati dopo aver contribuito alla promozione, così come il duo di stranieri composto da Jordan Parks e Josh Mayo, a cui si aggiunsero Jason Rich, ex Avellino, il centro Frank Elegar, l'ala grande Markis McDuffie, oltre alla guardia lituana Arnas Velička.
Nel corso della stagione, tuttavia, vi furono numerosi cambiamenti nel roster. Josh Mayo lasciò la squadra a fine ottobre per motivi familiari, venendo rimpiazzato da Jeremy Pargo, il quale però lascerà la squadra dopo appena due mesi. Inoltre nella fase finale della stagione Napoli firmò il centro lituano Artūras Gudaitis, che aveva lasciato lo Zenit San Pietroburgo dopo l'inizio dell'Invasione russa dell'Ucraina.
La squadra partenopea cominciò il campionato in modo sorprendente: nei primi due mesi riuscì a conquistare vittorie importanti, anche contro avversarie blasonate come Venezia e Virtus Bologna; con Napoli che dopo 8 giornate si trovava a ridosso della zona playoff, e la salvezza sembrava un obiettivo alla portata. Il girone di ritorno fu però completamente diverso. Napoli entrò in una spirale negativa: infortuni, calo fisico, cambi di stranieri e discontinuità offensiva portarono a una serie di sconfitte che fecero precipitare la squadra in zona salvezza. I rapporti tra la squadra e lo staff si incrinarono, fino a portare a una decisione dolorosa: l’esonero di coach Sacripanti nel mese di aprile 2022, dopo la sconfitta contro Brescia. Al suo posto arrivò Maurizio Buscaglia, chiamato a salvare la stagione e la permanenza nella massima serie nelle ultime giornate della stagione 2021-2022. La stagione del ritorno in Serie A, si concluse con la salvezza ottenuta alla penultima giornata di campionato, ai danni della Fortitudo Pallacanestro Bologna che, sconfitta per 64-56 proprio dai Partenopei, retrocesse aritmeticamente in serie A2 e garantì la salvezza a Napoli.
In estate il club decise di ripartire da Maurizio Buscaglia, l’allenatore che aveva condotto la squadra alla salvezza. Ma il progetto tecnico mutò rapidamente. Alcuni protagonisti come Jordan Parks e Pierpaolo Marini lasciarono la squadra, mentre il club cercò di rinnovare profondamente il roster, solo Lorenzo Uglietti assieme ad Andrea Zerini vennero confermati; il reparto degli stranieri venne inizialmente composto da JaCorey Williams, centro statunitense atletico e dominante nel pitturato; Jordan Howard, combo guard americana con spiccate doti realizzative; Elijah Stewart, ala piccola statunitense, David Michineau, playmaker francese con esperienza internazionale, Dīmītrīs Agravanīs centro greco con esperienza in Euroleague e Robert Johnson.
A gennaio 2023, dopo una serie di tre sconfitte, tra cui una pesantissima nel derby campano contro lo Scafati Basket con 35 punti di distacco, la dirigenza del Napoli Basket decise di cambiare la guida tecnica della squadra: via Maurizio Buscaglia, dentro Cesare Pancotto, tecnico di lunghissimo corso in Serie A, già assistente della squadra partenope. L’impatto di Pancotto fu immediato con Napoli che si impose 87-81 dopo un supplementare sull'Olimpia Milano all'esordio in panchina del nuovo allenatore. I risultati della squadra partenopea però continuarono ad essere oscillanti tra prestazioni incoraggianti, come la vittoria contro la Virtus Bologna in trasferta per 81-89, e brutte battute d’arresto, rimanendo in lotta per la retrocessione fino all’ultima giornata di campionato. La salvezza arrivò proprio all’ultima giornata: il Napoli Basket era costretto a vincere fuori casa contro la Scaligera Basket Verona; la Gevi riuscì però a sbancare Verona, con il risultato finale di 82-88, al termine di un match difficile, con gli scaligeri che nonostante fossero già retrocessi hanno tenuto a lungo in scacco gli azzurri. Il Napoli conquistò dunque la salvezza, chiudendo in dodicesima posizione la classifica della Serie A. 
La stagione 2023-2024 ebbe avvio con una rivoluzione societaria: Alessandro Dalla Salda assunse il ruolo di General Manager, Pedro Llompart di Responsabile dell'Area Tecnica, mentre per la panchina fu scelto l'allenatore croato con cittadinanza polacca, Igor Miličić, con Cesare Pancotto che ritornò ad assumere il ruolo di assistente tecnico. A cambiare radicalmente fu anche il roster, il club azzurro intervenne in modo deciso sul mercato, lasciando partire quasi tutta la rosa dell’annata precedente e acquistando dieci nuovi giocatori: Giovanni De Nicolao, Jacob Pullen, Tyler Ennis play/guardia ex NBA, Justin Jaworski, Michał Sokołowski, Michele Ebeling, Alessandro Lever, Tomislav Zubčić, Dut Biar Mabor e Tariq Owens

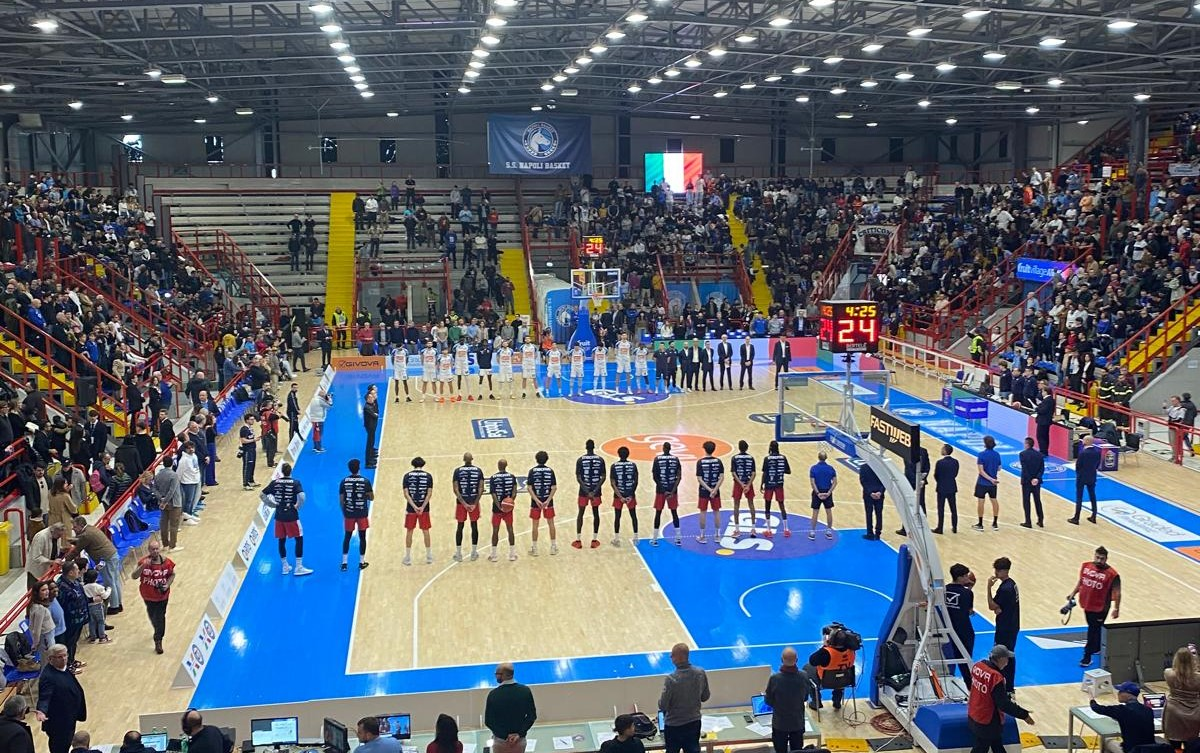
Il Napoli Basket e la Pallacanestro Reggiana schierate in campo prima della palla a due della partita di LBA 23-24

Sin dalle prime giornate, il Napoli mostrò un’identità chiara ed i risultati furono immediati; i partenopei partirono fortissimo, conquistando la vittoria in sette delle prime dieci partite della stagione, tra cui la vittoria all'esordio stagionale casalingo contro l'Olimpia Milano alla seconda di campionato per 77-68, e quella per 97-96 contro la Pallacanestro Varese trascinata dai 33 punti di Jacob Pullen, autore anche di un decisivo gioco da quattro punti negli ultimi secondi. Giocatori come Pullen e Zubčić divennero subito punti di riferimento ed idoli della tifoseria, mentre Ennis fu spesso il trascinatore nei finali punto a punto. Anche dalla panchina arrivarono contributi preziosi da Lever, Jaworski e De Nicolao, fondamentali nel mantenere alto il ritmo. A dicembre la squadra, nonostante quattro sconfitte di fila che ne avevano rallentarono l’entusiasmo, si trovava in piena corsa per un posto nella Coppa Italia ed il roster dei partenopei venne rinforzato dall'arrivo della guardia statunitense ex Varese, Markel Brown. La squadra tornò alla vittoria dopo aver battuto Tortona per 81-76 nella quindicesima giornata, con Brown autore di 16 punti all'esordio; grazie a questa vittoria e alla successiva sconfitta di Scafati Basket, proprio contro Tortona, la squadra partenopea ottenne per la prima volta la qualificazione per la Coppa Italia.
La Final Eight della Coppa Italia 2024 si disputò a Torino nel febbraio 2024. Nei quarti di finale, Napoli affrontò la Germani Brescia, seconda classificata al termine del girone d’andata della Serie A. In una partita intensissima, i partenopei riuscirono ad eliminare i lombardi, con il risultato finale di 80-74, grazie a una prova superlativa di Jacob Pullen, autore di 25 punti, e alla lucidità tattica mostrata da Tyler Ennis, autore di 8 assist. In semifinale arrivò poi un altro successo, questa volta contro la Pallacanestro Reggiana. Napoli fu protagonista di una grandissima prestazione vincendo per 87-78 all'overtime, guidata da un monumentale Tyler Ennis, decisivo su entrambe le metà campo, che chiuderà la partita con 18 punti, 13 rimbalzi e 6 assist. La squadra di Milicic ha compiuto un'impresa vera e propria, nei 40' regolamentari i campani non erano mai stati in vantaggio, con il punteggio in parità soltanto alla palla a due, in avvio di secondo tempo sul 41-41 e a 16" dal 40', quando Michał Sokołowski ha segnando la tripla del 73-73 che ha mandato la partita al supplementare. Il 18 febbraio 2024, la GeVi Napoli Basket ha scritto una delle pagine più gloriose della sua storia, conquistando la Coppa Italia al termine della finale contro l'EA7 Emporio Armani Milano. All'Inalpi Arena di Torino, i partenopei si sono imposti nella finalissima, riportando il trofeo a Napoli dopo 18 anni. La finale è stata una partita molto intensa sin dal primo minuto. Napoli ha chiuso in vantaggio per 43-36 dopo i primi due quarti, e nel terzo quarto, la GeVi ha raggiunto anche un vantaggio di +12, ma Milano ha reagito e a meno di due minuti dalla fine, l'Olimpia ha effettuato il sorpasso, portandosi avanti 71-70. Ma a 13 secondi dalla sirena, Jacob Pullen ha realizzato una tripla decisiva, riportando Napoli in vantaggio, e successivamente, Michał Sokołowski ha sigillato la vittoria con due tiri liberi, fissando il punteggio finale sul 77-72. 
Dopo il successo nella Coppa Italia, la squadra calò di ritmo e prestazioni. La buona prima parte di stagione però permise a Napoli di non sprofondare in classifica, nonostante un filotto di cinque sconfitte consecutive tra la ventiduesima e la ventiseiesima giornata, concludendo la stagione al nono posto finale.
La stagione 2024-2025 è iniziata con la conferma alla guida della squadra di Igor Miličić, ma con una rivoluzione totale del roster, con tutti i protagonisti della stagione precedente che hanno lasciato Napoli. Durante il mercato estivo arrivarono nove nuovi giocatori tra cui: il playmaker Kevin Pangos, le guardie Zach Copeland e Charles Manning, l'ala piccola Jordan Hall e l'ala grande Deane Williams; mentre per rinforzare il reparto degli italiani sono stati firmati Leonardo Totè e Tomas Woldetensae, oltra all'ala estone, ma di formazione italiana, Kaspar Treier.

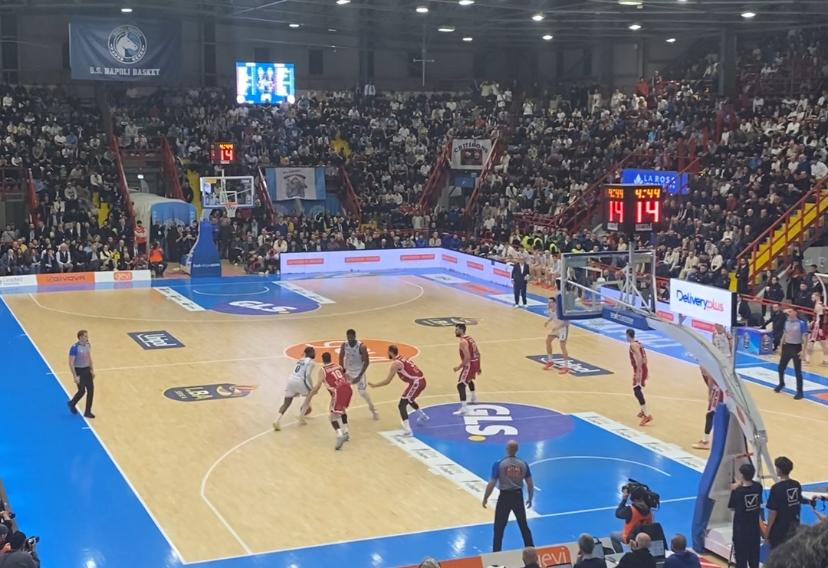
Azione di gioco nella sfida contro l'Olimpia Milano, nella stagione 2024-2025

Nei primi undici turni della Serie A 2024-2025, la squadra ha subito undici sconfitte consecutive, evidenziando gravi carenze sia in attacco che in difesa. Questo inizio di campionato portò la dirigenza partenopea a sollevare Igor Miličić dall'incarico di allenatore dopo l'ottava giornata di campionato, ed al suo posto per guidare la squadra per il resto della stagione venne chiamato Giorgio Valli. Questa serie negativa ha portato a una posizione critica in classifica, con Napoli all'ultimo posto e un record di 3 vittorie e 13 sconfitte al termine del girone di andata. Le uniche vittorie sono arrivate nel derby contro Scafati Basket per 96-94 dopo un tempo supplementare, Derthona (92-83) e Sassari (87-70). Il Napoli Basket ha poi disputato un girone di ritorno totalmente diverso, spinto anche dai numerosi cambiamenti nel roster che portarono anche al ritorno sia di Jacob Pullen che di Tomislav Zubčić ha contribuito a rafforzare la squadra, che è riuscita a invertire parzialmente la rotta, lottando fino alla fine per la permanenza in Serie A. Napoli riuscì ad alternare successi e sconfitte, e dopo aver vinto in trasferta contro Tortona per 89-82, alla penultima giornata di campionato, la squadra partenopea è riuscita a guadagnare la permanenza in Serie A. Terminata la stagione, vi è un importante avvicendamento societario con l'entrata dell'imprenditore statunitense Matt Rizzetta (già proprietario di squadre di calcio tra Europa e USA).

### La "American Era" (2025-)
Al termine della stagione 2024–25, l’imprenditore americano Matt Rizzetta è diventato proprietario principale del club insieme ai dirigenti e investitori statunitensi Daniel Doyle, Bob Wood e Vincent T. Beni. La professoressa della New York University ed esperta di business sportivo Gina Antoniello è entrata a far parte del club come advisor, mentre Nicola Cirrincione è stato nominato rappresentante per il mercato statunitense.
Con l’arrivo della nuova proprietà, il nome della squadra è stato modificato in “Napoli Basketball” e sono state avviate ristrutturazioni sia a livello organizzativo che tecnico in vista delle prossime stagioni.
James Laughlin, dirigente NBA e Chief of Staff dei New Orleans Pelicans, è stato nominato General Manager, mentre John Staudt ha assunto il ruolo di Head of Scouting.
L’era della nuova proprietà è stata presentata in grande stile a bordo di una nave da crociera MSC a Napoli davanti a oltre 200 persone. Durante l’evento sono circolate voci sull’ingresso di Shaquille O’Neal come possibile nuovo socio del gruppo proprietario, ma non è stata rilasciata alcuna dichiarazione o conferma ufficiale.

## Evoluzione del logo e della denominazione
Dalla sua fondazione, la società ha cambiato più volte denominazione e logo, seguendo i diversi assetti societari e le trasformazioni del progetto sportivo.
Dal 2016 al 2018, la squadra ha gareggiato con la denominazione Cuore Napoli Basket, adottando un logo raffigurante un cuore azzurro stilizzato con una palla da basket, inserito in uno scudo nero e circondato dal nome della società.
Nel 2018, con il cambio societario e la nuova denominazione Napoli Basket, è stato introdotto un nuovo stemma circolare caratterizzato dalla scritta "Napoli Basket" su una palla da basket stilizzata azzurra, con il profilo del Vesuvio che attraversa le lettere centrali del nome.
Nel 2020 la società presenta un logo completamente rinnovato, che segna una decisa svolta verso la valorizzazione della storia e dell'identità cittadina. Il nuovo logo è caratterizzato da una testa di cavallo bianco su sfondo blu e azzurro a forma di pallone da basket, ispirata alla celebre "Testa Carafa" di Donatello conservata al Museo Archeologico Nazionale di Napoli. Il cavallo, simbolo storico della città, è affiancato da due rami d'alloro e da tre gigli borbonici, mentre la scritta "Napoli Basket" campeggia in alto con carattere college. Il logo esprime forza, appartenenza e passione, richiamando la storia antica e l'arte rinascimentale di Napoli.
Nel 2025, con il nuovo assetto societario e la denominazione Napoli Basketball, la società adotta un ulteriore nuovo logo (vedi immagine principale della voce).

## Partecipazione ai campionati
| Livello | Categoria | Partecipazioni | Debutto   | Ultima stagione | Totale |
| 1º      | Serie A   | 4              | 2021-2022 | 2024-2025       | 4      |
| 2º      | Serie A2  | 3              | 2017-2018 | 2020-2021       | 3      |
| 3º      | Serie B   | 2              | 2016-2017 | 2018-2019       | 2      |

## Palazzetto

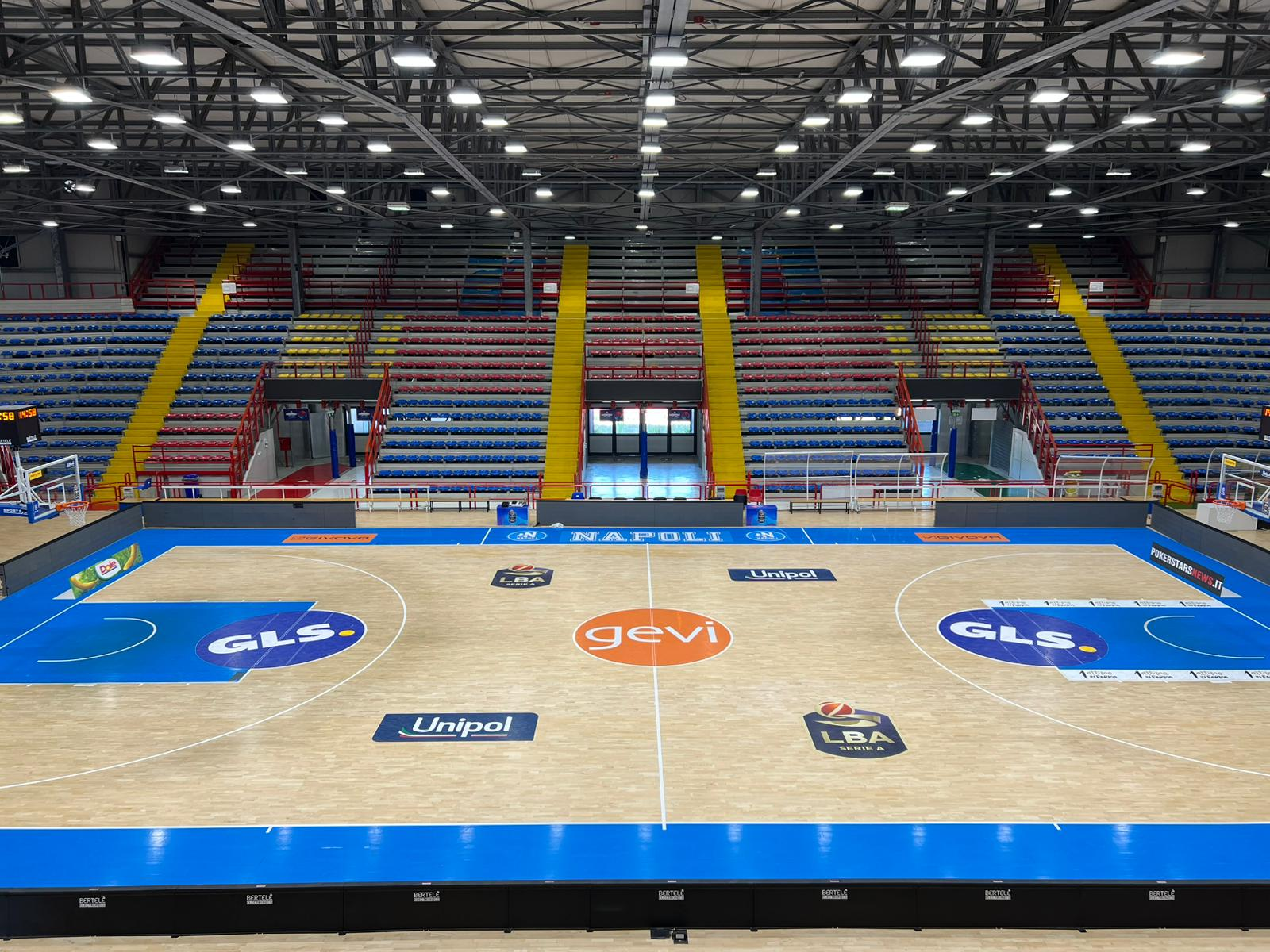
L'interno del PalaBarbuto, casa del Napoli Basket.

Il Napoli Basket gioca le sue partite casalinghe presso il PalaBarbuto, un impianto sportivo coperto situato nella città di Napoli. Il palazzetto fu realizzato e inaugurato nel 2003, con una capienza di 4.000 posti, per ospitare le partite della vecchia società del Basket Napoli, a causa del decadimento strutturale del PalArgento, situato sul lato opposto di viale Giochi del Mediterraneo. Nel settembre 2006, la capienza fu aumentata di 1.500 posti e furono migliorate le strutture di ospitalità, anche se solo con elementi provvisori, per permettere all'impianto di rispettare gli standard previsti dalla FIBA per ospitare le partite di Eurolega.
La nuova società partenopea gioca le proprie partite all'interno della struttura fin dalla prima stagione di attività della società. Nel 2023 la squadra ha ricevuto in gestione la struttura dal Comune di Napoli, è successivamente ha siglato un accordo di sponsorizzazione, per il “Naming Rights”, con la compagnia Fruit Village; in base all'accordo firmato la struttura ha assunto la denominazione di Fruit Village Arena PalaBarbuto.

## Allenatori
- 2016-2017  Francesco Ponticiello
- 2017-2018  Francesco Ponticiello (1ª-10ª)
 Aldo Russo - Armando Trojano (10ª-15ª)
 Maurizio Bartocci (16ª-30ª)
- 2018-2019  Gianluca Lulli
- 2019-2020  Gianluca Lulli (1ª-3ª)
 Stefano Sacripanti (3ª-25ª)
- 2020-2021  Stefano Sacripanti
- 2021-2022  Stefano Sacripanti (1ª-22ª)
 Maurizio Buscaglia (23ª-30ª)
- 2022-2023  Maurizio Buscaglia (1ª-13ª)
 Cesare Pancotto (14ª-30ª)
- 2023-2024    Igor Miličić
- 2024-2025    Igor Miličić (1ª-8ª)
 Giorgio Valli (9ª-30ª)
- 2025-   Alessandro Magro (1ª-)

## Tifoseria

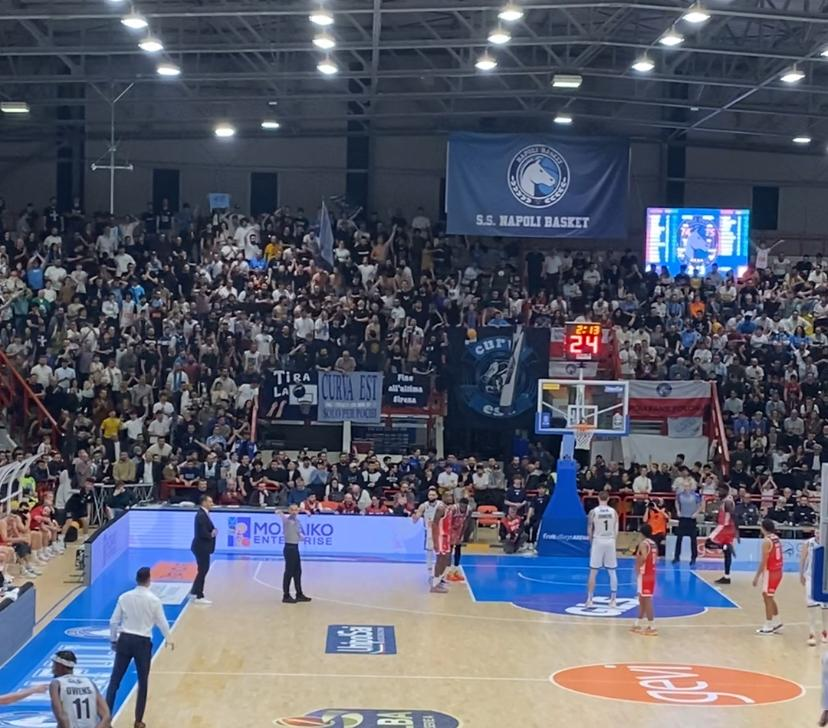
Immagine della Curva Est Napoli durante una partita della stagione 2023-2024

I Southern Eagles nati nel 1982 tra i primi gruppi di sostenitori del basket partenopeo, con i Kaos, Blue Wild e Panthers. Successivamente il Gruppo Rock del 1988, esponenti ultras che hanno trascinato la squadra dal PalArgento al PalaBleu, fino al PalaBarbuto con lo scioglimento del direttivo; dopo quasi 20 anni di militanza, sul finire del 2007. 
Numerosi a seguito della squadra in trasferta e legati dal gemellaggio storico con i Warriors’84 della Virtus Roma e da un forte rapporto di amicizia con la “vecchia guardia” della Fossa Dei Leoni, ultras della Fortitudo Bologna. Rivalità tra gli anni 80 e 90 con Gioventù Bianconera e con Inferno Bianconero della Juve Caserta.
Altri gruppi sono: Vecchi Sioux 1993, Brigata Neapolis 2005 e Banda Alcolica 2006. Alcuni poi confluiti negli anni nell’unico gruppo ultras Curva Est, dall’omonimo settore dove sono situati attualmente al PalaBarbuto.

## Palmarès

### Competizioni nazionali
- Coppa Italia: 1

2024
- Coppa Italia LNP di Serie A2: 1

2021
- Coppa Italia LNP di Serie B: 1

2017

## Roster 2025-2026
Aggiornato al 15 agosto 2025.
| Napoli Basket 2025-26 | Napoli Basket 2025-26 |
| Giocatori             | Staff tecnico         |
| --------------------- | --------------------- |

| N. | Naz.                   | Ruolo | Nome                 | Anno | Alt.   | Peso   |  |
| -- | ---------------------- | ----- | -------------------- | ---- | ------ | ------ |  |
| 1  | Stati Uniti (bandiera) |       | Savion Flagg         | 1999 | 201 cm | 102 kg |  |
| 3  | Estonia (bandiera)     |       | Kaspar Treier        | 1999 | 204 cm | 105 kg |  |
| 5  | Stati Uniti (bandiera) |       | Ishmael El-Amin      | 1998 | 184 cm | 80 kg  |  |
| 8  | Stati Uniti (bandiera) |       | Ed Croswell          | 1999 | 206 cm | 98 kg  |  |
| 10 | Italia (bandiera)      |       | Leonardo Faggian (C) | 2004 | 195 cm | 92 kg  |  |
| 11 | Italia (bandiera)      |       | Stefano Saccoccia    | 2006 | 178 cm | 75 kg  |  |
| 22 | Italia (bandiera)      |       | Stefano Gentile      | 1989 | 192 cm | 94 kg  |  |
| 25 | Stati Uniti (bandiera) |       | Aamir Simms          | 1999 | 199 cm | 111 kg |  |
| 30 | Italia (bandiera)      |       | Guglielmo Caruso     | 1999 | 209 cm | 105 kg |  |
| 45 | Stati Uniti (bandiera) |       | Rasir Bolton         | 1999 | 190 cm | 84 kg  |  |

| Allenatore                                                                                            |
| - Alessandro Magro                                                                                    |
| Assistente/i                                                                                          |
| - Francesco Cavaliere - Christopher Caird Legenda - (C) Capitano - (IN) Inattivo - Infortunato Roster |

### Staff tecnico
| Ruolo                | Nome                |
| -------------------- | ------------------- |
| Capo Allenatore      | Alessandro Magro    |
| Assistente           | Francesco Cavaliere |
| Assistente           | Chris Caird         |
| General Manager      | James Laughlin      |
| Direttore Sportivo   | Alessandro Di Fede  |
| Preparatore atletico | Mattia Digno        |
| Preparatore Atletico | Davide Limongi      |
| Medico Sociale       | Beniamino Casillo   |
| Fisioterapista       | Lorenzo Loreto      |
| Fisioterapista       | Andrea Crispino     |
| Fisioterapista       | Lorenzo Trasi       |

## Statistiche

### Statistiche individuali
- 89  Andrea Zerini
- 76  Lorenzo Uglietti
- 60  Giovanni De Nicolao
- 59  Pierpaolo Marini
- 55  Alessio Ronconi
- 55  Daniele Sandri
- 54  Eric Lombardi
- 52  Jordan Parks
- 51  Francesco Guarino
- 50  Mattia Mastroianni
- 50  Diego Monaldi
- 49  Jacob Pullen
- 49  Tomislav Zubčić
- 48  Stefan Nikolić
- 46  Nemanja Dincic

- 742  Jacob Pullen
- 739   Jordan Parks
- 632   Tomislav Zubčić
- 579   Stefan Nikolić
- 545   Diego Monaldi
- 489   Njegos Visnjic
- 460   Andrea Zerini
- 452  JaCorey Williams
- 446  Pierpaolo Marini
- 434  Leonardo Totè
- 423  Andrea Barsanti
- 423  Tyler Ennis
- 419  Markis McDuffie
- 418  Nemanja Dincic